# 필리프 부야노비치
필리프 부야노비치(몬테네그로어: Filip Vujanović, 1954년 9월 1일 ~ )는 몬테네그로의 정치가이다.
2003년부터 몬테네그로 자치공화국의 대통령을 해온 정치인이다. 세르비아의 수도 베오그라드에서 태어났다. 그는 2006년 6월부터 독립 몬테네그로의 첫 대통령으로 선출되었다.

## 역대 선거 결과
| 선거명      | 직책명                     | 대수 | 정당                        | 득표율 | 득표수    | 결과 | 당락                   |
| ----------- | -------------------------- | ---- | --------------------------- | ------ | --------- | ---- | ---------------------- |
| 2002년 선거 | 몬테네그로 공화국의 대통령 | 3대  | 몬테네그로 사회주의자민주당 | 85.73% | 175,328표 | 1위  | 몬테네그로 대통령 당선 |
| 2003년 선거 | 몬테네그로 공화국의 대통령 | 3대  | 몬테네그로 사회주의자민주당 | 84.82% | 174,536표 | 1위  | 몬테네그로 대통령 당선 |
| 2003년 선거 | 몬테네그로 공화국의 대통령 | 3대  | 몬테네그로 사회주의자민주당 | 64.25% | 139,574표 | 1위  | 몬테네그로 대통령 당선 |
| 2008년 선거 | 몬테네그로의 대통령        | 3대  | 몬테네그로 사회주의자민주당 | 51.89% | 171,118표 | 1위  | 몬테네그로 대통령 당선 |
| 2013년 선거 | 몬테네그로의 대통령        | 3대  | 몬테네그로 사회주의자민주당 | 51.21% | 161,940표 | 1위  | 몬테네그로 대통령 당선 |